# Żleb spod Diabłów

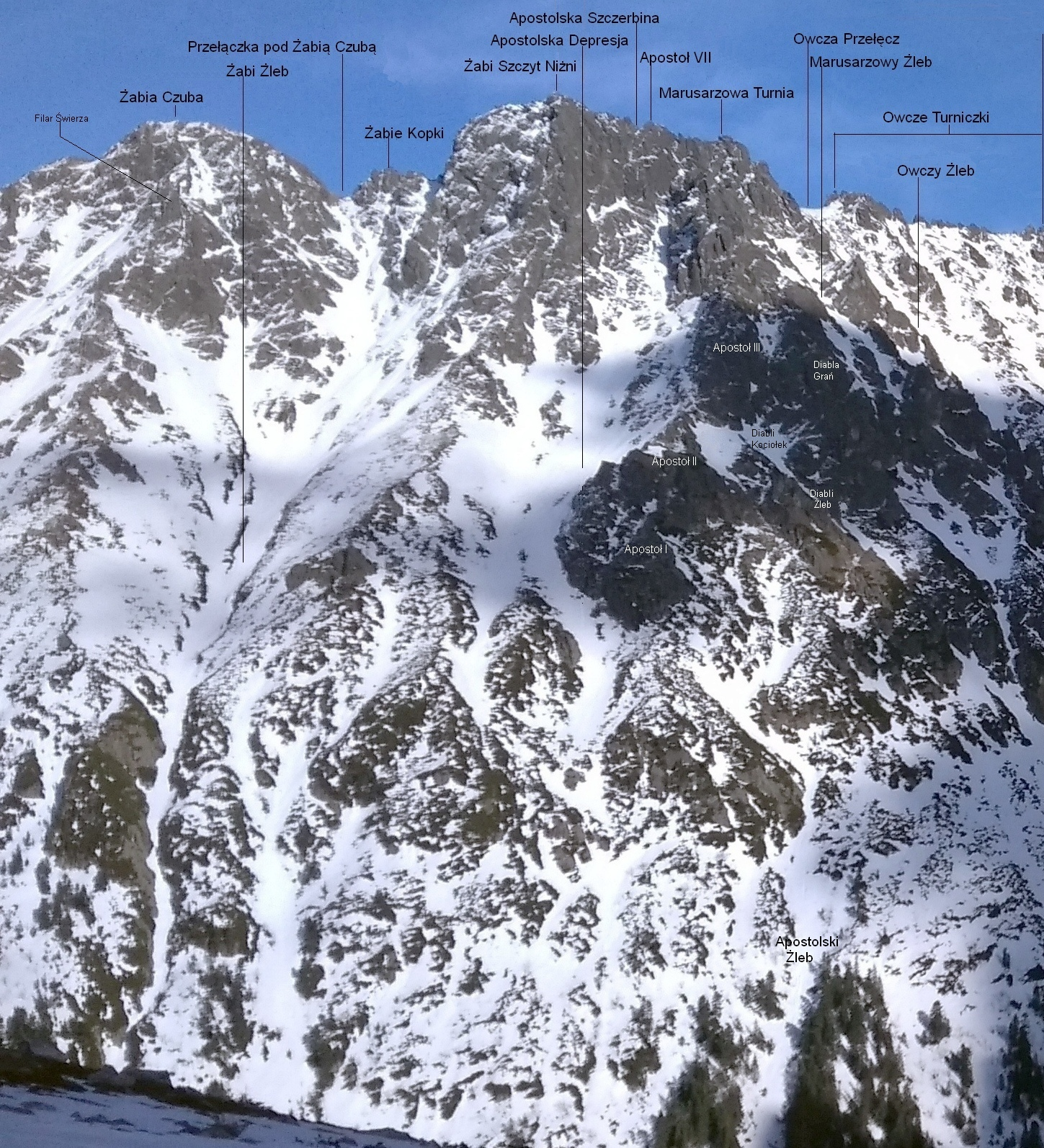
Żleb spod Diabłów opisany jako Diabli Żleb

Żleb spod Diabłów (niem. Teufelsschlucht, słow. Žľab spod diablov, węg. Ördögi-vályú) – żleb na zachodnich stokach Żabiej Grani w polskich Tatrach Wysokich. Jego bardzo płytkie koryto uchodzi do Morskiego Oka około 20 m przed największym głazem znajdującym się między brzegiem Morskiego Oka a szlakiem turystycznym. Na długości około 30 m od wylotu koryto zarośnięte jest kosodrzewiną, wyżej jest trawiaste. Na wysokości około 1700 m żleb rozgałęzia się. Lewa (patrząc od dołu) jego odnoga to bardzo wąski i bardzo stromy komin podchodzący pod Apostolski Kociołek. Głównym ciągiem żlebu jest prawa odnoga. Znajduje się w niej próg o wysokości około 80 m, a nad nim Diabli Kociołek. Powyżej niego znajduje się znów próg i Diabla Depresja będąca górną częścią Żlebu spod Diabłów. Odnogi żlebu rozdzielone są przez skalisto-kosodrzewinową grzędę będącą dolnym przedłużeniem południowo-zachodniej grani Apostoła I. Grzęda ta dołem podcięta jest skalną ścianą o wysokości około 60 m.
Od Morskiego Oka Żlebem spod Diabłów prowadzi taternicka droga dojściowa na Niżni Apostolski Przechód (II w skali tatrzańskiej, czas przejścia 1 godz.). Od 1979 roku jednak Grań Apostołów znajduje się w zamkniętym dla turystów i taterników obszarze ochrony ścisłej Tatrzańskiego Parku Narodowego i TANAP-u. Na zachodnich (polskich) zboczach Żabiej Grani taternictwo można uprawiać na południe od Białczańskiej Przełęczy.
Autorem nazwy żlebu jest Władysław Cywiński.